# ロード・オブ・ザ・リング:力の指輪
『ロード・オブ・ザ・リング: 力の指輪』（ロード・オブ・ザ・リング: ちからのゆびわ、原題: The Lord of the Rings: The Rings of Power）は、J・R・R・トールキンの小説『指輪物語』とその追補編を基に製作され、配信されているテレビドラマシリーズである。

## 概要
シリーズはJ・D・ペインとパトリック・マッケイがストリーミング・サービスのPrime Video向けに企画し、小説『指輪物語』やその映画の前日譚となる中つ国第二紀を舞台とする物語である。トールキン財団、トールキン・トラスト、ハーパーコリンズ、ニュー・ライン・シネマと協力してアマゾン・スタジオが製作し、ペインとマッケイがショーランナーを務める。
Amazon.comは2017年11月に『指輪物語』のテレビ化権を2億5000万ドルで購入し、少なくとも10億ドルの予算で5シーズンの製作を確約した。これは史上最も高額なテレビシリーズになると報じられている。2018年7月にペインとマッケイがシリーズ企画のために雇われ、残りの製作チームはその1年後に発表された。キャスティングは世界各所で行われた。アマゾンと映画三部作の撮影地であるニュージーランド政府間の交渉の末、2020年2月にニュージーランドのオークランドで撮影が始まった。COVID-19パンデミックの影響により3月に一時製作は中断されたが、同年9月に再開された。後述するように、アマゾンが使用権を獲得した原作のうち第二紀に関する部分はごくわずかであり、本シリーズの会話はもちろん、ストーリーおよび登場キャラクターの多くはオリジナル創作である。
2022年1月19日、原題および邦題が発表された。全8話構成となる第1シーズンは2022年9月1日にPrime Videoで全世界で配信開始された。第2シーズンは2019年11月に正式発注され、2024年8月29日に配信された。

## あらすじ
『ホビットの冒険』と『指輪物語』の数千年前となる中つ国第二紀を舞台とする。第一紀でモルゴスが倒されて第二紀が始まったのち、多くのエルフたちはいまだ中つ国に住み続ける。エルフと共に戦った人間たちエダインには豊かな島国ヌーメノールが与えられる。モルゴスに味方した南方国の人間たちはエルフに警戒される。やがてモリアと呼ばれて失われることになるカザド＝デュムにはドワーフが強大な王国を築いている。中つ国には悪の出現の兆しがあり、これに対処する多くの登場人物が描かれる群像劇である。

### シーズン1
エルフの上級王ギル＝ガラドは中つ国から敵が去ったと宣言する。だがエルフの戦士ガラドリエルは安心せず、ヴァリノールに行く船から飛び降りて戻ろうとし、南方国の王の血筋を引く人間ハルブランドに出会う。二人はヌーメノールの海洋警備隊船長エレンディルに拾われて都に連れて行かれる。ガラドリエルはサウロンの手が南方国に伸びていることを知り、摂政女王ミーリエルに中つ国でサウロンと戦うよう請願する。白の木の花が散り、徴を見たミーリエルは自ら艦隊を率いて中つ国に遠征すると決める。エレンディルの娘エアリエンと執政ファラゾーンの息子ケメンは、遠征を止めようとするも果たせない。ハルブランド、エレンディルの息子イシルドゥアを加えた艦隊が出航する。艦隊は中つ国の川を遡り、アダルの軍が攻める村に向かう。
上級王はエルフの滅びを予見し、これを阻止するためにシルマリルの光の入ったミスリルを求める。カザド=ドゥムのドワーフたちがミスリルを見つけたかどうかを探るために、エルロンドに命じて、高名なエルフの鍛冶ケレブリンボールの鍛冶場建設の助力を、ドワーフの友人ドゥリン王子に願わせる。ドゥリン王子は上級王の真意を知り、ミスリル採掘でエルフを救う助力を約束する。落盤の危険を危惧する父王の命令に背き、ドゥリン王子はミスリルの大鉱脈を掘り当てるも、王に見つかり採掘は禁止される。地の底でバルログが目覚める。ミスリルを入手できないことで、上級王はエルフの滅びを確信する。
南方国に駐留するエルフはかつてモルゴスに味方した人間を見張る。その戦士アロンウィンは密かに人間ブロンウィンと恋仲になる。何者かに掘られた地下のトンネルを調査してオークに捕らえられる。モルゴスにより心身を歪められたエルフ「ウルク」である首領のアダルから、人間たちに忠誠を求める伝言を託される。ブロンウィンの息子テオは、オークたちが探し求める謎の器具を隠し持つ。ワルドレグら人間たちの半数はアダルに従い、残りは村でアダル軍と戦う。南方国に来たヌーメノール軍がアダル軍を破るも、ワルドレグが謎の器具を柄とした剣を岩に突き刺してオロドルイン火山の噴火を引き起こす。火砕流が多くの犠牲者を出し、ミーリエルは失明しイシルドゥルは行方不明となる。アダルは自軍に戻り、荒廃した南方国をモルドールと呼ぶ。ヌーメノール軍は帰国し、王の死去を知る。
ロヴァニオンには赤い隕石が落ち、その中から現れ記憶を持たない男「よそびと」を、小柄なハーフット族の娘ノーリが救い出し世話をする。よそびとは不思議な力を発揮し不毛となった地に豊穣をもたらす。奇妙な女たちがよそびとを追い、イスタルである彼をサウロンと間違える。よそびとは魔法で女たちを滅ぼしてノーリらを救い、記憶と力を取り戻すために東のリューンの地へ向かい、ノーリも同行する。
重傷の治療のためにエレギオンに連れてこられたハルブランドの助言で、ケレブリンボールは乏しい量のミスリルから合金を作ることを思いつく。ガラドリエルはハルブランドが正体を偽るサウロンであると気づく。ケレブリンボールに願って、合金から三つの指輪を作らせる。

## エピソード

### シーズン1
| 通算 話数 | タイトル                          | 監督                           | 脚本                                                         | 公開日         |
| --- | --------------------------------- | ------------------------------ | ------------------------------------------------------------ | -------------- |
| 1 | "過去の影" "A Shadow of the Past" | J・A・バヨナ                   | J・D・ペイン & パトリック・マッケイ                          | 2022年9月1日   |
| ヴァリノールで育ったエルフのガラドリエルは中つ国に渡り、かつてサウロンと戦って死んだ兄の遺志を継ぎ、戦士となる。ガラドリエルは隊を率いて北方のフォロドワイスで兄の死体に刻まれたのと同じサウロンの刻印を見つけ、トロルと戦う。撤退命令に渋々従ってリンドンに戻り、友人で高官のエルロンドに再会し、エルフの上級王ギル＝ガラドに謁見する。ギル＝ガラドは敵はもはや存在しないと宣言し、ガラドリエルらにヴァリノールに戻る褒賞を与える。ギル＝ガラドは高名な鍛冶のケレブリンボール卿を助力するようエルロンドに命じる。ガラドリエルは悪が消えたと信じず、「分かちの海」を西に行く船から飛び降りる。 南方国では、エルフの部隊が駐留し、かつてモルゴスに味方した人間たちを見張る。その一員であるシルヴァン・エルフの戦士アロンディルは、密かに人間の治療師ブロンウィンと恋仲となっている。東のホルデルン村で異変が起きる。ブロンウィンの息子テオはサウロンの刻印に似た奇妙な器具を隠し持つ。駐留部隊にギル＝ガラドからの撤退命令が届く。 中つ国のいたるところで赤い隕石が目撃され、ギル＝ガラドは悪の徴を見る。隕石は小柄なハーフットの種族が人間から隠れ住むロヴァニオンに落ち、ハーフットの娘ノーリ（エラノール）が隕石の破片の中に横たわる人間の男を目撃する。 |                                   |                                |                                                              |                |
| 2 | "漂流" "Adrift"                   | J・A・バヨナ                   | Gennifer Hutchison                                           | 2022年9月1日   |
| 「分かちの海」では、ガラドリエルが筏で漂流するハルブランドに救われる。ハルブランドは、南方国の故郷がオークに全滅させられたと語る。二人を船が見つける。 エレギオンでは、ケレブリンボール卿がエルロンドに「フェアノールの槌」を見せ、春までに新しい鍛冶場を建設する助力を求める。二人はカザド＝ドゥムにドワーフの王国を訪ねる。一人入国を許されたエルロンドは20年ぶりに旧友ドゥリン王子に会い、妻のディーサと子供たちを紹介される。 南方国では、アロンディルとブロンウィンが焼け落ちたホルデルン村を発見する。アロンディルは穴からトンネルを探検する。ブロンウィンは村に戻り人々に危険を警告するも無視される。家に戻ると地下から現れたオークに襲われ、息子テオとともに撃退し、首を人々に見せて危機を証明する。息子とともに村を去る。 ロヴァニオンでは、ノーリが親友ポピーとともに隕石の破片の中から男を救い出し、世話を焼く。言葉を話せず記憶もない男は不思議な力を発揮する。 |                                   |                                |                                                              |                |
| 3 | "アダル" "Adar"                   | ウェイン・チェ・イップ         | Jason Cahill & Justin Doble                                  | 2022年9月9日   |
| エルロンドの双子の兄弟エルロスが建国した ヌーメノールの海洋警備隊船長であるエレンディルはガラドリエルとハルブランドを拾い上げて都に連れて行き、摂政女王ミ―リエルと執政ファラゾーンに拝謁させる。ガラドリエルは中つ国に戻ることを望むも、当地ではもはやエルフは歓迎されず困難に直面する。エレンディルの故郷に行き、サウロンの手が南方国に伸びていることを知る。ハルブランドは当地に溶け込もうとして果たせず、争いののち囚われとなる。エレンディルは故郷で息子の一人イシルドゥルと娘エアリエンに再会する。ガラドリエルは、ハルブランドが南方国の王の血筋であると知る。 南方国では、アロンディルが何かを探し求めるオークの一団に捕らえられて仲間のエルフとともにトンネルを掘らされる。ワーグを殺し脱走をはかるも失敗し、首領のアダルのもとに連れて行かれる。 ロヴァニオンでは、ノーリが匿っていた謎の男「よそびと」の存在がばれる。罰として一家の荷車は移動する隊列の最後尾におかれ、父ラルゴの足のけがのために脱落しそうになるも、「よそびと」が助ける。 |                                   |                                |                                                              |                |
| 4 | "大きな波" "The Great Wave"       | ウェイン・チェ・イップ         | Stephany Folsom and J.D. Payne & Patric McKay                | 2022年9月16日  |
| ヌーメノールでは、摂政女王ミ―リエルが大地震と津波に襲われる夢を見る。都ではエルフへの反感が広がるも、執政ファラゾーンが演説でおさめて人々の支持を得る。ガラドリエルはミ―リエルに、南方国でサウロンと戦うための助力を求めるが断られる。父王に請願すると脅したためにハルブランドの隣の牢に入れられる。ヴァリノールに送られそうになるも逃れ、宮殿に忍び込んでミ―リエルと病気の父王に会う。パランティールに触れ、ヌーメノールの破滅を見る。自分の到来が危機の始まりを示すと言われる。イシルドゥルは航海訓練中に不思議な声を聞いて失敗を犯し、二人の仲間とともに解雇される。エアリエンはファラゾーンの息子ケメンに出会う。白の木の花が散り、徴を見た女王は変心し、艦隊を率いてガラドリエルを中つ国に送り届けることを宣言する。イシルドゥルと仲間が艦隊に志願する。 カザド＝ドゥムでは、ドゥリン王子が密かに新たな鉱石ミスリルの鉱脈を採掘し、エルロンドが知ることになる。落盤事故が起き、王は鉱脈の閉鎖を命じる。エルロンドはミスリルのことを他言しないとドゥリン王子に誓う。 南方国では、アロンディルはエルフの外見を持ち尊父と呼ばれるオークの首領アダルに会い、エルフの塔に避難した人間たちへの忠誠を求める伝言を託されて解放される。塔では食料が不足し、テオが友人のローワンと食糧を調達に行く。オークに襲われ、テオの持つ器具がオークの探し求めていた品だと知られる。アロンディルに救われて逃げる。 |                                   |                                |                                                              |                |
| 5 | "分岐点" "Partings"               | ウェイン・チェ・イップ         | Justin Doble                                                 | 2022年9月23日  |
| ヌーメノールでは、エレンディルが息子イシルドゥルの遠征参加を拒否する。先祖がかつてモルゴスに味方したことで悩むハルブランドは南方国に戻ることを躊躇する。ガラドリエルが兵士たちに剣を教える。エアリエンの頼みでケメンは中つ国への遠征を止めるよう父ファラゾーンに請う。ミ―リエルは父王に遠征を告げるが止められる。イシルドゥルは、遠征を妨害するために船を爆破したケメンを救い、遠征参加を許される。ハルブランドも加わり、ミ―リエル率いる艦隊が出航する。 エルロンドとドゥリン王子はリンドンに来てギル=ガラドやケレブリンボールに面会する。ギル=ガラドはドワーフたちがシルマリルの名残であるミスリルを発見したのではないかと疑うが、誓いに縛られたエルロンドは答えない。白の木は枯れ始め、エルフの衰えを示す。ギル=ガラドはエルフの運命がミスリルの入手にかかっていると言う。ケレブリンボールは、カザド=ドゥムに行った真の目的はミスリルの入手を探るためだったとエルロンドに詫びる。ドゥリン王子とエルロンドは、父王を説得してミスリルを採掘するためにカザド=ドゥムに向かう。 南方国では、オークたちが掘らせたトンネルが完成する。人間たちの半数はワルドレグに扇動されてアダルに降伏する。ブロンウィンら残りはエルフの物見の塔にこもり、敵を待ち受ける。テオはアロンディルに弓を教わり、隠していた器具を見せる。アロンディルは、器具が闇が人間を支配するための鍵であるとブロンウィンに語る。ブロンウィンは圧倒的な敵の軍を見て迷う。 ロヴァニオンでは、神秘主義者の三人の女たちが隕石の落ちた跡を調べる。移動するハーフットたちは森の異常に気付く。ノーリたちが獣に襲われるもよそびとの不思議な力に助けられる。 |                                   |                                |                                                              |                |
| 6 | "奈落" "Udûn"                     | シャーロット・ブランドストーム | Nicholas Adams & Justin Doble and J.D. Payne & Patrick McKay | 2022年9月30日  |
| ミーリエン摂政女王率いるヌーメノール艦隊は中つ国に着き、川を遡ったのちに陸行する。 南方国では、アロンディルとブロンウィン率いる人間たちがエルフの物見の塔から出て、村で人間とオークからなるアダルの大軍を待ち受けるも圧倒される。アダルは探していた器具を手に入れる。ヌーメノール軍が現れてアダルの軍を破る。ガラドリエルとハルブランドはアダルを捕らえる。ガラドリエルは、モルゴスに心身を捻じ曲げられたエルフ「ウルク」であるアダルを尋問し、サウロンの居場所を聞き出そうとするも答えられない。ミ―リエルは、ハルブランドを南方国の王として人々に紹介する。アダルに従っていたワルドレグが謎の器具を柄とした剣を岩に突き刺すと、ダムが決壊して大水がオークが掘っていたトンネルを流れ、オロドルイン山の噴火を起こして火砕流がヌーメノール軍のいる村を襲う。 |                                   |                                |                                                              |                |
| 7 | "目" "The Eye"                    | シャーロット・ブランドストーム | Jason Cahill                                                 | 2022年10月7日  |
| カザド＝ドゥムでは、王が落盤の危険を危惧してミスリル採掘を禁じるも、ミスリルの力を見たドゥリン王子がエルロンドとともに採掘を進める。王に見つかってエルロンドは追放され、王子は勘当される。地の奥底で、バルログが目覚める。 南方国では、火砕流を生き延びた人々がヌーメノール軍の野営地に集結する。イシルドゥルの生死は不明となる。ミ―リエル摂政女王は失明し、ヌーメノール軍は一旦は帰国するも、中つ国に必ず戻ると誓う。ガラドリエルはテオに剣を与える。南方国の人々はアンドゥイン河口に移り住もうとする。人々が王と呼ぶハルブランドは重傷を負う。アダルは付き従う人間とオークに南方国の王と崇められ、噴火で荒廃した南方国をモルドールと呼ぶ。 ロヴァニオンでは、よそびとが植物の枯れた地で木を再生できずハーフットから追い払われるも、翌朝には地に豊穣が戻る。よそびとを探す神秘主義者の三人の女たちは偽の行く先を教えられた仕返しに、ハーフットの荷車を魔法で燃やす。ノーリたちは警告するためによそびとを探す。 |                                   |                                |                                                              |                |
| 8 | "合金" "Alloyed"                  | ウェイン・チェ・イップ         | Gennifer Hutchison and J. D. Payne & Patrick McKay           | 2022年10月14日 |
| エレギオンでは、ガラドリエルに連れてこられたハルブランドが治療を受けて回復する。ハルブランドは、ミスリルがあまりに少量であることを嘆くケレブリンボールに合金を作るよう助言する。ケレブリンボールとエルロンドは、エルフの滅びを確信するギル＝ガラドに三か月の猶予を願い、ミスリルの混じる合金で王冠を作ろうとする。疑念を抱いたガラドリエルはハルブランドの素性を調べさせ、南方国の王族ではないことを知って対決する。ハルブランドはガラドリエルに幻を見せ、かつてのモルゴスの下僕サウロンであることを明かし、共に中つ国を支配しようと誘うが拒まれる。目覚めたガラドリエルはハルブランドが去ったことを知る。ケレブリンボールに兄の短剣を与え、ヴァリノールの純粋な金銀とミスリルを混ぜ合わせて三つの指輪を作らせる。エルロンドもハルブランドの正体を知る。 ヌーメノールでは、エアリエンが瀕死の王の肖像を描かされ、パランティールを覗く。ミ―リエルの船団が戻り、王の死を知る。 ロヴァニオンでは、森の中で三人の奇妙な女たちがよそびとをサウロンと呼んで仕え、記憶と力を取り戻すには東のリューンの地に行かなければならないと言うが、いまだ力の制御のできないよそびとを束縛する。三人の女たちはよそびとを救出に来たノーリたちと戦い、ハーフットを助けようとしたよそびとがサウロンではなくイスタルであると気づく。よそびとはノーリが女たちから盗んだ杖を使い女たちを滅ぼす。サドクは死ぬ。リューンに行き記憶と力を取り戻そうとするよそびとにノーリが同行する。 モルドールに来たサウロン(ハルブランド)は、三つの指輪が鍛造されたことを知る。                                                                         |                                   |                                |                                                              |                |

### シーズン2
| 通算 話数 | タイトル                                               | 監督                                          | 脚本                                         | 公開日        |
| --- | ------------------------------------------------------ | --------------------------------------------- | -------------------------------------------- | ------------- |
| 1 | "空の下なるエルフの王たち" "Elven Kings Under the Sky" | シャーロット・ブランドストロム                | Gennifer Hutchison                           | 2024年8月29日 |
| 物語は第二紀の始まり、モルゴスが敗れた後、まだ極寒の地とはなっていない状態のフォロドワイスから始まる。サウロン（演:ジャック・ロウデン)は彼の戴冠式にて、オークたちとアダルに語りかけ、オークたちに彼が求める見えざる世界の力を得るため協力するように促すが、多くのオークが死ぬであろうことと述べたことにより反発に合う。サウロンは戴冠を促すが、戴冠を任されたアダルはサウロンを冠で刺す。サウロンは抵抗を試みるも、オークたちに滅多刺しされ、地に横たわる。もはや動かなくなったサウロンをアダルがつま先で小突くと、大きな爆発が起こり、フォロドワイスは凍り付いた地となる。サウロンが敗れた後、アダルは立ち上がり、オークからの絶大な信頼を得るが、一方でサウロンの血はひっそりと流れ、地下の鍾乳洞のくぼみに貯まる。 鍾乳石が育っており、長い時間が経過したことが分かる。泥のような存在としての長い時間を経て、サウロンはひっそりと「ハルブランド」としての体を得て、船に乗り海に出る南方人たちと合流。シーズン1「漂流」に繋がる。また、現時点でのサウロンは、モルドールに赴き、アダルと会話する。 一方リンドンでは、エルロンドが3つの指輪（ネンヤ・ナルヤ・ヴィルヤ）の力を試そうとするギル=ガラドとガラドリエルに反発し、逃亡する。エルロンドは指輪を偉大なエルフの船造り、キールダンに託す。彼は指輪を海に捨てようとするが、波に遮られたため断念する。彼はナルヤを嵌め、もはや滅ぼうとしているリンドンに現れ、ギル=ガラドにヴィルヤを渡す。ネンヤはガラドリエルの下に転がって行き、彼女たちが指輪を嵌めると、色褪せ、滅びようとしていたリンドンの地は、再び光に包まれる。ギル＝ガラドはエレギオンへと使者を出し、ケレブリンボールにハルブランドがサウロンであることを伝えようとする。 リューンへと旅に出たよそびととノーリは、道中にこっそりと後をつけてきたポピーを迎え、三人での旅に出る。 |                                                        |                                               |                                              |               |
| 2 | "見慣れぬ星座を眺める地" "Where the Stars are Strange" | シャーロット・ブランドストロム・Louise Hooper | Jason Cahill                                 | 2024年8月29日 |
| カザド＝ドゥムでは、大きな地震によって採光筒が破壊され、町は暗闇に包まれる。歌い手たちは、山と対話できなくなる。 リューンではシーズン1で登場した神秘主義者の女の一人が蛾の群れの中から復活し、奇妙なマスクを付けたガウドリムの人々が「闇の魔法使い」の命令を受け、よそびとを攻撃する。よそびとは井戸に立てかけてあった棒を杖に竜巻を作り出して対抗するが、棒は砕け散り、竜巻を制御できずにノーリとポピーを吹き飛ばしてしまう。 エレギオンにはサウロンがハルブランドとして到着し、一方でギル=ガラドが派遣した使者は森の中で倒れ、鎖につけられて引き摺られていく。ケレブリンボールは初めはハルブランドを拒んでいたが、彼が怪我をしていると聞いたことで彼を招き入れてしまう。サウロンは、ハルブランドの姿を捨て、美しい姿を纏い、ヴァラールの使者であり、「物贈る君」である「アンナタール」としてケレブリンボールの前に姿を現す。 リンドンのガラドリエルは、彼女の指輪を通してケレブリンボールが死ぬ幻覚を見る。ガラドリエルは、隊を率いることを望んだ彼女の望みに反して、エルロンドの指揮下の隊でエレギオンに警告を送るために出発することとなる。 |                                                        |                                               |                                              |               |
| 3 | "大鷲と王笏" "The Eagle and the Sceptre"               | シャーロット・ブランドストロム・Louise Hooper | Helen Shang                                  | 2024年8月29日 |
| イシルドゥルの馬、ベレクは、主を助けるためにモルドールを駆ける。イシルドゥルは大蜘蛛、シェロブの巣に囚われていたが、ベレクの助けを得てなんとか脱出し、アダルの焼き印を受けた野人のエストリッド、そしてエルフのアロンディルと出会う。ペラルギルでは、ブロンウィンの葬儀が行われ、テオはアロンディルを拒む。エストリッドは自ら焼き印を焼き消す。ベレクは攫われ、テオとイシルドゥルはベレクを取り戻すために出発するが、ベレクを救うその間際で、テオが何者かに囚われる。 アダルはサウロンを討ち滅ぼすための侵略戦争の準備を固める。グリュッグ(Glûg)を始めとするオーク家族が登場し、トロルのダムロドがアダルを訪れる。ヌメノールでは、先王タル＝パランティルの葬儀が行われる。摂政女王のミーリエルは戴冠式前夜に、彼女のパランティールがなくなっていることに気付く。戴冠式、世論の反発を受けるミーリエルの前に、エアリアンが盗み出したパランティールとともに現れる。ミーリエルに対して暴動が起こったところで、戴冠式がヴァラールの祝福を受けていることを示すため、大鷲がヌメノールを訪れる。ファラゾーンはこの機に乗じて、ミーリエルから王位を簒奪する。 一方、エレギオンではギル=ガラドに対して嘘の書状を送る。アンナタール（サウロン）とケレブリンボールは、ドゥリン三世から提供されたミスリルを使って7つの指輪の作成に挑む。指輪作成の前に、アンナタールはミスリルを手に取り、握りこむ。 |                                                        |                                               |                                              |               |
| 4 | "最も古き者" "Eldest"                                  | Louise Hooper & Sanaa Hamri                   | Glenise Mullins                              | 2024年9月5日  |
| よそびとは、不思議なことを話す羊飼いの男に出会う。よそびとは自らの杖を求めて鉄木に近寄り、枝を折ろうとするが、動き出した木に飲み込まれてしまう。羊飼いの男がこれを助け出し、トム・ボンバディルと名乗る。また、ポピーはストゥア族の集落にたどり着く。 エストリッドがアダルの焼き印を持っており、それを焼き消したことがアロンディルとイシルドゥルに伝わる。三人はテオを探す旅に出る。二人のエントが彼らの前に現れ、対話の末にテオと、捕えられていた他の野人たちを解放する。エストリッドは婚約者と出会い、イシルドゥルは不満を顕にする。 エルロンド率いる隊は、指輪が見せた幻像に頼り、旅路の変更を求めるガラドリエルを無視して塚山丘陵に向かう。塚人たちが現れ、隊の一人が塚の中、闇へと消える。ガラドリエルは、エルロンドに彼女自身の命よりもサウロン打倒を優先することを誓わせる。オークの軍勢がエレギオンへと進軍し、エルロンドの隊の道案内を務めるカムニルが流れ矢を受ける。ガラドリエルがネンヤを嵌めた手で傷に触れると、矢傷はたちまち癒える。ガラドリエルは足止めを請け負い、オークを相手に善戦するが、アダルに捕らえられてしまう。 |                                                        |                                               |                                              |               |
| 5 | "岩の館" "Halls_of_Stone"                              | Louise Hooper & Sanaa Hamri                   | Nicholas Adams                               | 2024年9月12日 |
| ドゥリン三世は、ドワーフの指輪を嵌める。彼が指示した場所を掘ると、カザド＝ドゥムに再び光が戻るが、指輪の影響を受け、彼はだんだんと貪欲になってしまう。ヌメノールでは、エレンディルが船長の職を辞する。中つ国遠征での死者を悼む節士派の集いに、今や王子となったケメンが現れ、言い争いの末、ケメンはイシルドゥルの親友、ヴァランディルを殺害する。エレンディルは全ての罪を着せられ、衛兵たちに捕らえられる。 エレギオンでは、ナルヴィとケレブリンボールの協力により、ドゥリンの扉が作られる。アンナタールはケレブリンボールに、人間のために9つの指輪を作るように迫るが、拒絶されることで自ら指輪を作ろうとする。試作品を嵌めたエルフの鍛冶師、ミルダニアの姿が消え、彼女は幽界にて、アンナタールの邪悪な姿を見るが、アンナタールは事実をねじ曲げ、彼女が見たものは正気を失ったケレブリンボールの姿であると主張する。ケレブリンボールはドゥリン四世による報告を受け、ドゥリン三世が貪欲になってしまったのはアンナタールの仕業ではないかと疑うが、アンナタールはケレブリンボールの偽りが指輪に悪影響を与えたのだと主張。再び、9つの指輪を作るように要求する。ケレブリンボールの指揮下、9つの指輪の製作が始まるが、鍛冶師たちはサウロンに篭絡され、ケレブリンボールは孤立する。 アダルはガラドリエルと対面し、敵は同じであると主張する。 |                                                        |                                               |                                              |               |
| 6 | "彼はどこだ" "Where Is He?"                            | Sanaa Hamri                                   | Justin Doble                                 | 2024年9月19日 |
| エレギオンのケレブリンボールは、自らの弟子の名前すら思い出せないほどに疲弊し、一層孤立を深める。城門は静まり返り、様子を見に行った斥候は、体に「彼はどこだ？」と文字を刻まれた一人を除いて全滅する。アンナタールは、9つの指輪に必要なミスリルを得るためにカザド＝ドゥムを訪れるが、ミスリルを得られないままに終わる。ドゥリン三世はミスリル製の武器は高い価値を持つことになると予見し、貪欲さを見せる。ドゥリン四世が指輪を外すように要求すると、ドゥリン三世はドゥリン四世を突き飛ばす。 よそびとは、トム・ボンバディルに友情を選ぶか、自らの杖を探すことを選ぶか、選択を迫られる。 ヌメノールでは、エレンディルが裁判を受ける。エレンディルは、ファラゾーンの治世を否定し、ミーリエルこそが正当な女王であると主張し、ワームのいる海に落とし、生き残るかどうかで善悪を判断するヴァラールの裁きを受けさせられようとするが、ミーリエルが身代わりとなる。ワームはミーリエルを見逃し、エレンディルを始めとする節士派はミーリエルこそが正当な女王であると、ミーリエルを高く賛美する。 アダルとガラドリエルは対話し、ガラドリエルはアダルを始めとするオークを認める姿勢を見せ、彼らを「ウルク」と呼ぶが、サウロンを滅ぼすためのエレギオン侵攻に当たって意見が食い違い、ガラドリエルは再び囚われ、エレギオン侵攻が始まる。オークたちは、アダルが彼の「子どもたち」であるオークの犠牲を試みずに不必要な侵攻を試みているのではないかと疑いを見せる。エレギオンでは包囲警報が鳴り響き、ケレブリンボールは様子を見ようとするが、アンナタールは彼に幻覚を見せて外界の喧騒から遮断し、彼を指輪づくりへと誘導する。ミスリルが無ければ指輪を作れないと主張するケレブリンボールに対し、アンナタールは自らの掌を切って得た血をミスリルと偽ってケレブリンボールに手渡す。ケレブリンボールは9つの指輪作りに取り掛かり、アンナタールは包囲された街を眺め、ほくそ笑む。エレギオンに、燃え盛る石の雨が降り注ぐ。 |                                                        |                                               |                                              |               |
| 7 | "死すべき定め" "Doomed_to_Die"                         | シャーロット・ブランドストーム                | J. D. Payne & Patrick McKay and Justin Doble | 2024年9月26日 |
| エレギオン侵攻が始まり、エルロンドは助力を求めてドゥリン四世を訪れる。ドゥリン四世は、夜明けとともにエレギオンに進軍することを約束する。ケレブリンボールは鏡に映った自らの顔や同じ行動を繰り返すネズミ、そして燃え尽きない蝋燭からサウロンが見せる幻覚に気付き、正気を取り戻し、アンナタールの正体がサウロンであり、9つの指輪が彼の血からできていたことを知るが、民はアンナタールに篭絡され、もはやエレギオンにケレブリンボールを信じる者はいなくなっていた。彼は工房へと戻され、9つの指輪が完成する。 ギル＝ガラド率いるリンドンの軍勢が登場し、アダル率いるオークの軍勢と衝突しようとするが、ガラドリエルを人質に取られていることから、衝突は一時先送りにされ、エルロンドとアダルが会談する。交渉は決裂したが、エルロンドはキスをすることで見張りの目を逸らし、ガラドリエルに手錠の鍵となる金具を手渡す。ガラドリエルは脱獄し、アロンディルと出会う。アロンディルはアダルへの復讐心を見せるが、アダルが彼の「子どもたち」を弔っている様子を目にしたガラドリエルは彼を制止する。 サウロンの支配を逃れたケレブリンボールはガラドリエルと出会い、9つの指輪を手渡す。衛兵の一部が改心し、ケレブリンボールと共にサウロン捕縛に向かうが、圧倒的な力を前に衛兵は全滅し、ケレブリンボールは敗れる。 エルフとオークの軍勢が衝突し、多くが命を落とす。オークのグリュッグはアダルが彼の「子どもたち」の命を大切にしていないと非難するが、アダルがオークがサウロンに支配され、使い捨てられる未来を恐れ、頑なな姿勢を見せたため、不満を顕に立ち去る。トロルのダムロドが登場し、オークやエルフを殺戮し、エレギオンの城壁を破壊するが、エルロンド、ギル＝ガラド、アロンディルに討たれる。一方、エルフの戦力も多くが消耗する。日が昇り、エルロンドはドゥリンの助力を期待するが、ドゥリン三世は狂気にとりつかれ、ドワーフは進軍できないままでいた。アロンディルはアダルに敗れ、エルロンドが所持していたネンヤはアダルに奪われる。 |                                                        |                                               |                                              |               |
| 8 | "影と炎" "Shadow and Flame"                            | シャーロット・ブランドストーム                | J. D. Payne & Patrick McKay                  | 2024年10月3日 |
| カザド＝ドゥムでは、ドゥリン三世が指輪の魔力に取りつかれ、ミスリルを掘る坑道を掘っていた。ドゥリン四世は制止を試みるが失敗し、坑道は開通してしまう。ドゥリン三世は大量のミスリルを前に狂喜するが、現れたバルログを前に正気を取り戻して指輪を外し、一人バルログへと挑んで死亡する。ドゥリン四世は喪に服す。 よそびとはストゥア族の集落で闇の魔法使いと出会い、ノーリやポピーと再会する。闇の魔法使いはサウロンを倒し、後継者となることを志しており、よそびとを誘惑する。応じないよそびとに対して闇の魔法使いは激怒し、ストゥア族の集落を破壊する。よそびとは破壊を押しとどめようと試みる。 ヌメノールでは、アル＝ファラゾーンが節士派を迫害する。エレンディルはエアリエンの警告を受け、ミーリエルの下へ逃れる。ミーリエルは自らが逃げることを拒否し、エレンディルにナルシルを授ける。エレンディルはヌメノールの西方にいる息子、アナーリオンの下へ去り、ミーリエルはファラゾーンに捕縛される。ペラルギルのイシルドゥルはエストリッドと恋に落ち、共にヌメノールへと向かうことを望むが、ヌメノールから来たケメンは南方人であるエストリッドを「雑魚」と蔑み同乗を認めようとはせず、またエストリッドの婚約者もまた、同乗を許さずにいた。イシルドゥルはただ一人ヌメノールへと戻り、ケメンはペラルギルを城塞と位置づけて指揮官となり、南方人たちを迫害する。 一方エレギオンでは、サウロンは9つの指輪の在処を求めてケレブリンボールを拷問するが、ケレブリンボールは口を割らず、「力の指輪はお前を滅ぼす」とサウロンを侮辱したため、結果的にサウロンは彼を殺害してしまう。涙を流すサウロンの前に、オークのグリュッグが現れる。サウロンは彼を「ウルク」と呼び、名を問い、優しく呼び掛ける。 ギル＝ガラドとエルロンド、アロンディルはオークに捕縛されるが、援軍に来たドワーフによって救われる。ガラドリエルは、民を率いて高台へと避難を試みるが、オークに先回りされてしまう。彼女はアダルの下へ連行され、ネンヤによって癒されたアダルは、サウロンさえ滅びれば、オークは二度と戦を起こさないであろうと主張する。そこへ、担架に乗ったグリュッグが運び込まれてくる。アダルは彼を憐れむが、グリュッグはアダルを短剣で貫き、周囲のオークたちと滅多刺しにして殺害してしまう。呆然と見つめるガラドリエルの背後に、サウロンが現れる。オークはサウロンの下に下り、サウロンとガラドリエルの戦闘が始まる。ガラドリエルはモルゴスの王冠に貫かれ、9つの指輪を奪われるが、自ら崖から飛び降りてネンヤを守り抜き、ギル＝ガラドのヴィルヤと、エルロンドがネンヤを用いたことによって癒される。ドワーフの援軍によりオークの軍勢は不利となり、グリュッグは崖の上に立ちすくむサウロンに忠言を試みるが、サウロンはグリュッグを刺殺する。 一方、よそびとは友情を選び、ノーリとストゥア族を救ったことで「グランド＝エルフ」もとい、「ガンダルフ」（杖持つエルフ）の名と、杖と獲得する。ガンダルフとトム・ボンバディルはともに茶を飲み、歌う。 ガラドリエルは後にイムラドリス（裂け谷）となる地で目を覚ます。自由な民とサウロンとの戦いが始まる。 |                                                        |                                               |                                              |               |

## キャスト
2020年12月にアマゾン・スタジオは以下のキャストを発表し、2022年2月にはいくつかの役名が明らかになった。
※括弧内は日本語吹替。
- エルフ
  - ガラドリエル - モーフィッド・クラーク[8]（行成とあ）: エルフの戦士、ノルドール
  - エルロンド - ロバート・アラマヨ（英語版）（清水優譲） : エルフの高官、半エルフ
  - ギル＝ガラド - ベンジャミン・ウォーカー（加瀬康之） : エルフの上級王
  - ケレブリンボール卿 - チャールズ・エドワーズ（宮本充） : 高名なエルフの鍛冶
  - フィンロド - ウィル・フレッチャー（福田賢二） : ガラドリエルの兄
  - ソンディル - ファビアン・マッカラン : ガラドリエルの部下のエルフの戦士
  - リアン - キップ・チャップマン : ガラドリエルの部下のエルフの戦士
  - アロンディル - イスマエル・クルス・コルドバ（英語版）（小松史法） : 南方国に駐留するシルヴァン・エルフの戦士
  - レヴィオン - サイモン・メレルズ[9] : 南方国に駐留するエルフの監視長
  - メーゾル - オーガスタス・プリュー（松田裕市） : 南方国に駐留するエルフの戦士
- ヌーメノールの人間
  - ミーリエル - シンシア・アダイ＝ロビンソン（木下紗華）: ヌーメノールの摂政女王、病床の父王に代わって君主の務めを果たす
  - ファラゾーン - トリスタン・グラヴェル（英語版）（てらそままさき）: ヌーメノールの執政
  - ケメン - レオン・ウェイダム（スペイン語版） （新祐樹）: アル＝ファラゾーンの息子
  - エレンディル - ロイド・オーウェン（英語版）（小林親弘） : ヌーメノールの海洋警備隊の船長、その名は"エルフの友"を意味する
  - イシルドゥル - マックス・ボルドリー （徳石勝大）: ヌーメノールの海洋警備隊員士官候補生、エレンディルの息子
  - エアリエン - エマ・ホーヴァス（英語版）（清水理沙）: エレンディルの娘、イシルドゥルの妹
  - オンタモ - アンソニー・クラム : ヌーメノールの海洋警備隊士官候補生
  - ヴァランディル - アレックス・タラント : ヌーメノールの海洋警備隊士官候補生
- 南方国の人間
  - ブロンウィン - ナザニン・ボニアディ（渋谷はるか） : 南方国の治療師
  - テオ - タイロエ・ムハフィディン（林幸矢） : ブロンウィンの息子
  - ワルドレグ - ジェフ・モレル（英語版）（谷昌樹）: アダルに服従する南方国の村の男
  - トレッドウィル - ピーター・テイト : ブロンウィンとともにアダルと戦う南方国の村の男
  - ローワン - イアン・ブラックバーン : 南方国の村のテオの友人
- ドワーフ
  - ドゥリン3世 - ピーター・マラン（廣田行生） : カザド＝ドゥムの王
  - ドゥリン王子 - オウェイン・アーサー（英語版）（坂詰貴之）  : カザド＝ドゥムの王子、のちのドゥリン4世
  - ディーサ - ソフィア・ノムヴェテ（松熊つる松）: ドゥリン王子の妻
- ハーフット
  - ラルゴ・ブランディフット - ディラン・スミス（英語版）（村治学） : 車輪作り
  - マリゴールド・ブランディフット - サラ・ズワンゴバニ（藤貴子） : ラルゴの妻
  - エラノール(ノーリ)・ブランディフット - マルケラ・カヴェナー（英語版）（佐藤里緒）: ラルゴとマリゴールドの娘
  - ディリー・ブランディフット - ボー・キャシディ（本宮佳奈） : ノーリの弟
  - ポピー・プラウドフェロー - メーガン・リチャーズ （大平あひる）: ノーリの親友
  - サドク・バロウズ - レニー・ヘンリー（英語版）（辻親八）: ハーフットの長
  - マルヴァ - スーシータ・ジャヤスンデラ（英語版） : ハーフットの女性
  - ヴィルマ - マクシーン・カンリフ（鈴木咲） : ハーフットの女性
- 他
  - よそびと - ダニエル・ウェイマン（英語版）（土田大） : 隕石から現れた記憶のない男。実は強大な魔術師である"イスタル"。
  - アダル（シーズン1） - ジョゼフ・マウル（シーズン1) (咲野俊介）サム・ヘイゼルダイン（英語版） (シーズン2) : 南方国のオークの首領"尊父"。かつてモルゴスにより心身を捻じ曲げられたエルフである"ウルク"。
  - サウロン（ハルブランド/アンナタール） - チャーリー・ヴィッカース（杉山大)・ジャック・ロウデン (シーズン2:エピソード1のプロローグ) : かつてエルフ、ドワーフ、人間の連合軍に倒されたモルゴスの僕で強大な魔力を持つ。南方国王の血筋を称する男を装い、ケレブリンボールに接近する。
  - トム・ボンバディル - ロリー・キニア（シーズン2）（遠藤純一）
  - 闇の魔法使い - キアラン・ハインズ（シーズン2）（石住昭彦）イスタルの一人。

## 製作

### 企画

#### 契約と発表
2017年7月、映画『ロード・オブ・ザ・リング』および『ホビット』のワーナー・ブラザースとそれらの映画の原作者であるJ・R・R・トールキンの財産を管理するトールキン財団のあいだで起こっていた訴訟が和解に達した。和解後に双方にとって「より良い条件」で彼らはトールキンの『指輪物語』に基づいたテレビシリーズ企画をAmazon、Netflix、HBOなどに持ちかけた。9月までにAmazonが最有力として浮上し、シリーズの交渉に入った。同スタジオの番組開発には珍しく、AmazonのCEOのジェフ・ベゾスが直々に交渉に関与した。ベゾスはこれ以前からHBOの『ゲーム・オブ・スローンズ』に匹敵する規模のファンタジーシリーズを企画するようアマゾン・スタジオに命じており、それによって同社はこのプロジェクトの最有力候補となっていた。
2017年11月13日、Amazonは小説のグローバルテレビ化権の取得契約を締結した。企画または製作費を含まない映像化権のみで2億5000万ドルにおよぶと報じられ、業界のコメンテーターからは製作陣がプロジェクトにまだ関与してない段階でAmazonが支払ったこの契約金額は「正気ではない」と評された。AmazonのストリーミングサービスのPrime Videoは構想されている5シーズンに加えて、製作の可能性のあるスピンオフシリーズの契約も交わしている。シリーズの予算は1シーズンあたり1億ドルから1億5000万ドル、総額10億ドルを超える可能性があり、これまでで最も高額なテレビシリーズになると予想されている。アマゾン・スタジオは独自でのシリーズ製作を望んだためにワーナー・ブラザース・テレビジョンはプロジェクトに関与せず、代わりにトールキン財団、トールキン・トラスト、ハーパーコリンズ、ニュー・ライン・シネマと協力した。ワーナー・ブラザースの一部門であり映画版を製作したニュー・ラインはテレビシリーズが映画の素材を使用する可能性があるために契約に含まれた。このシリーズはトールキン作品を基にした「未踏の物語」を描く『指輪物語』の前日譚であり、トールキン財団によっていくつかの創造上の制限が課せられている。この契約では2年以内にシリーズの製作を開始することが定められていた。

#### 製作チーム
2018年4月までに『ロード・オブ・ザ・リング』および『ホビット』の監督のピーター・ジャクソンはシリーズへの関与の可能性についてAmazonとの話し合いを始めたが、6月には関与しないことが明らかとなった。その月の後半、アマゾン・スタジオ首脳のジェニファー・サルケはジャクソンとのシリーズ関与の程度についての話し合いが続いていると語った。彼女はシリーズの契約は約1か月前に正式に締結されたばかりであり、スタジオはプロジェクトに関して多くの異なる作家と会っていることを付け加えた。彼らはシリーズの戦略と脚本チームを「すぐに」用意することを意図しており、2021年にシリーズを開始することを望んだ。7月、アマゾンはシリーズ企画のために脚本家のJ・D・ペインとパトリック・マッケイを雇った。その年の12月、ジャクソンは自分と製作パートナーがこのシリーズの脚本を読み、脚本家をアドバイスをする可能性があるが、それ以外はこのプロジェクトに関与しないと述べた。ジャクソンはさらに「彼らの成功を願っているし、もし我々が彼らの力になれるのであれば必ず努めるつもりだ」と述べた。またジャクソンは自身が製作した映画では経験できなかったトールキンの翻案を客として観賞できることに興奮を示した。
2019年5月、アマゾンとの契約を交わしたブライアン・コグマンがコンサルタントとしてシリーズに加わった。コグマンは以前に『ゲーム・オブ・スローンズ』の脚本家を務めており、ペインとマッケイと共に新シリーズの企画に取り組むことになった。7月、J・A・バヨナがシリーズの最初の2話を監督し、彼のパートナーであるベレン・アティエンサと共にエグゼクティブ・プロデューサー（製作総指揮）を務めるために雇われた。その月の後半、『ゲーム・オブ・スローンズ』のデイヴィッド・ベニオフとD・B・ワイスは『ロード・オブ・ザ・リング』のコンサルティングに関心があるアマゾンを含め、複数の会社と契約について話し合っていたが、2人は最終的にNetflixと契約した。7月末、アマゾンはペインとマッケイがシリーズのショーランナーと製作総指揮を務め、さらにバヨナ、アティエンサ、ブルース・リッチモンド、ジーン・ケリー、リンジー・ウェバー、シャロン・タル・イグアドがエグゼクティブ・プロデューサー、ロン・エイムスが共同プロデューサー、ケイト・ホーリーが衣裳デザイナー、リック・ハインリクスがプロダクションデザイナー、ジェイソン・スミスが視覚効果スーパーバイザー、映画のコンセプトデザイナーの1人だったジョン・ハウがイラストレーター兼コンセプトアーティストとしてプロジェクトに取り組んでいることが明かされた。さらにトールキン学者のトム・シッピーもシリーズに取り組んでいることが明らかとなったが、その後2020年4月までにはプロジェクトに関与しなくなったと報じられた。
第1シーズンの企画後にコグマンは新しいプロジェクトに集中するためにシリーズを去った。またケリーもシリーズから去り、新たにカラム・グリーンがエグゼクティブ・プロデューサーに加わった。グリーンは以前に『ホビット 竜に奪われた王国』（2013年）でプロデューサーを務めていた。2021年3月、ウェイン・チェ・イップがシリーズの4話分で監督を務め、共同エグゼクティブ・プロデューサーに就任したことが発表された。5月にさらに2話分の監督としてシャーロット・ブランドストームが加わった。

#### ロケーション
2018年6月にサルケはシリーズは映画が製作されたニュージーランドで撮影可能であると述べたが、アマゾンはまた「我々は信じられないようなものを見せたいので、本当に本物のようなロケーションを提供できる」ならば他の国での撮影もいとわないと考えた。シリーズのプリプロダクションはオークランドで始まったと報じられ、その一方でシリーズのロケーション・スカウティングがスコットランドでも行われ、製作側はスカイ島、ポートパトリック、スクーリー、パースシャー、ローモンド湖を訪れた。 アマゾンとクリエイティヴ・スコットランドはエディンバラのリースで建設中の新たなスタジオを拠点としてのシリーズの製作について話し合いを行った。12月、アマゾンがオークランドに利用可能なスタジオスペースががないために製作を国外を持ち出すと迫った後、当時のニュージーランドの経済開発大臣のデヴィッド・パーカーと「危機会議」を開催した。その際にパーカーはアマゾンに対し、ニュージーランドでの製作を歓迎し、ニュージーランド政府がシリーズ製作を望んでいることを伝えたが、「是が非でもこれを望んでいるのではなく、ニュージーランドに取って良い条件を望んでいる」として、シリーズのための特別な契約を要求することはなかった。ニュージーランドでは国際的な作品に対して最大25%の税金が還付される「ニュージーランド・メジャー・スクリーン・プロダクション・グラント」がアマゾンに提供されている。
2019年6月末時点でニュージーランドでの撮影は内定しており、7月にはクメウ・フィルム・スタジオとオークランド・フィルム・スタジオとのリース契約が予定された。映画『ロード・オブ・ザ・リング』三部作はウェリントンで製作されたが、その映画スタジオはシリーズ製作開始が決定した時点で『アバター』に使われていたため、オークランドが国内の主要な撮影地に選ばれた。アマゾンがニュージーランドでの撮影を決定した理由は、2019年3月のクライストチャーチモスク銃乱射事件後にニュージーランド政府が現地での安全な撮影の可能性を再確認したことや、スコットランドのブレクジットの影響が考えられたことが関わっていると報じられている。製作は主にオークランドであるが、追加撮影はクイーンズタウンやニュージーランド国内のその他の場所で行われる見込みである。2019年9月、アマゾンはニュージーランド政府およびニュージーランド・フィルム・コミッション、オークランド観光イベント経済開発（ATEED）との交渉を終え、シリーズをニュージーランドで撮影することを正式に発表した。スタジオによるとシリーズの撮影は「今後数ヶ月間」のうちに開始予定であり、ATEEDによるといくつかの具体的なロケ地は未だ検討中であった。ペインとマッケイはシリーズの主要なロケ地を選択するにあたり、製作要件を満たすことができる「自然のままの海岸、森、山がある雄大な場所」を望んでいたと説明した。
2020年12月にアマゾンはニュージーランド・フィルム・コミッション、ニュージーランド政府観光局、企業・技術革新・雇用省（MBIE）と2つの覚書を締結し、ニュージーランド・メジャー・スクリーン・プロダクション・グラントで提供される25%の税還付をフルに利用できるようになった。国内の全ての映画およびテレビ作品には自動的に20%の税還付があるが、「大きな経済的利益」をもたらす作品には追加で5%の交渉が可能となる。1つの覚書は追加還付と引き換えにアマゾンが負うべき全体的な義務を説明したものであり、もう1つはシリーズの第1シーズンに特化したものであった。今後のシーズンでも追加のリベートを受けるためには更なる覚書を交わす必要がある。この契約によりニュージーランド政府観光局はシリーズのキャストやスタッフ、映像、舞台裏を利用してニュージーランドを宣伝することが可能となり、キャンペーンはシリーズの初回配信とCOVID-19パンデミック後のニュージーランドへの海外旅行解禁に合わせて行われる。アマゾンはフィルム・コミッションと協力してニュージーランドの映画産業発展を支援し、シリーズのレッドカーペット・プレミアではコミッションのメンバーがメディアに対応する。MBIEはアマゾンが運営するニュージーランドの企業や研究グループのための「イノベーション・プログラム」を監修する。覚書の詳細は2021年4月に明かされたが、公式側は当初はホビット・デイである9月22日に契約を発表する予定であった。

#### シーズン
アマゾンはトールキン財団との最初の契約の一部として、5シーズンと考えられる複数シーズン製作の確約を得たが、着手前に将来のシーズンの正式なゴーサインを出さなければならなかった。2019年7月、シッピーはシリーズの第1シーズンが20話構成になると考えられていると述べた。11月、アマゾンはシリーズの第2シーズンを正式に発注し、最初の2話分の撮影終了後に通常より長い4、5ヶ月の製作休止の予定が組まれた。これは第1シーズンの撮影を続ける前に第1話の全ての映像を確認し、シリーズの脚本家ルームを再編成して第2シーズンの製作を開始できるようにするためである。これにより映画『ロード・オブ・ザ・リング』シリーズのように最初の2シーズンを連続で撮影することが可能となった。
2020年1月、アマゾンは第1シーズンが8話構成であることを発表した。2021年4月、ニュージーランドの経済開発大臣兼観光大臣のスチュアート・ナッシュはアマゾンが第1シーズンに6億5000万ニュージーランドドル（4億6500万アメリカドル）を費やしており、同国のスタジオとの協定により1億6000万ニュージーランドドル（1億1400万アメリカドル）の税還付を受けることができることを明かした。『ハリウッド・リポーター』のジェームズ・ヒバードはこの4億6500万ドルという金額にはシーズンの製作費に加え、シリーズ製作権や今後のシーズンでも使用されるセット、衣裳、小道具などの費用も含まれていることは「ほぼ間違いない」と指摘した。サルケはすぐにこれを確認し、製作費について「クリックしたくなるクレイジーな見出しだが、それは実際にはシリーズ全体を支えるインフラを構築している」と説明した。

### 脚本執筆
シリーズの脚本家ルームは2019年2月中旬にサンタモニカで作業を開始した。サルケは脚本の詳細を極秘にするために窓はテープで閉じられ、部屋に入る者は警備員によって指紋認証が要求されるなど大規模なセキュリティ対策がとられたことを説明した。ペインとマッケイの他にはジェニファー・ハッチソン、ヘレン・シャン、ジェイソン・ケイヒル、ジャスティン・ドブル、ブライアン・コグマン、ステファニー・フォルソムも脚本家、グレニス・マリンズはコンサルティング・ライターとして参加した。脚本家ルームはシリーズの撮影が始まると解散されることになっていたが、最初の2話の撮影後に予定されていた4、5ヶ月の撮影休止期間中に再結成されることとなった。脚本家たちはこの製作休止期間中に第2シーズンのマップを作成し、その脚本の大半を書き上げることが期待されていた。
2019年初頭、アマゾンは、シリーズが『ホビット』や『指輪物語』の舞台である第三紀の数千年前の中つ国の第二紀が舞台となることを明かした。シッピーはシリーズがトールキン自身によって描かれた第二紀と矛盾することなく彼の物語の大まかな流れに従わなければならず、トールキン財団はそのような改変にたいして拒否権を持っているが、アマゾンはトールキン作品間のギャップを埋めるためにキャラクターや設定を自由に追加することが出来ると説明した。また『指輪物語』とその補遺『追補編』からの引用のみが許可されており、『シルマリルの物語』や『終わらざりし物語』などの第二紀を扱ったトールキンの他の作品は許可されていない。トールキン財団が第一紀、ミドルアース・エンタープライズが第三紀の出来事（映画『ホビット』や『ロード・オブ・ザ・リング』）に関する権利を持っているため、シリーズではこれらを扱うことが出来なかった。シッピーはこれによってシリーズには「解釈と自由な発想の余地が多く残されている」と考えた。2021年1月に発表されたあらすじで霧ふり山脈、エルフの都リンドン、ヌーメノールの王国が舞台に含まれることが明らかになった。
『追捕編』はほとんどが第三紀に関するものであり、第二紀に関する記述は日本語版で20ページ足らずである。脚本家たちはドラマの人物、設定などに関してかなりのオリジナル創作を行うことになる。

### デザイン
2018年12月、ジャクソンはアマゾンが映画用に作られた「デザインを維持したい」と考えていることから、シリーズは映画と同じ連続性の中に設定されていると認識していると述べた。ハウは2019年8月にこれを繰り返し、ショーランナーたちは映画三部作のデザインや小説の精神性に忠実であり続けることを決意したと述べた。映画からテレビシリーズのデザインへの移行についてハウは予算の違いはあるが、美的な違いは無いようにしたと述べた。また彼はテレビシリーズの企画プロセスは映画の初期デザインと同様にコンセプトデザインから始まったと付け加えた。

### キャスティング
2018年6月にサルケはテレビシリーズは映画のリメイクではないものの、映画のいくつかのキャラクターが登場するだろうと述べた。2019年7月までにシリーズのキャスティングが世界中で行われ、キャスティングディレクターがアメリカ、イギリス、オーストラリアで活動していた。また同時期にニュージーランドでエキストラのキャスティングが始まっていた。7月末にマルケラ・カヴェナーが「Tyra」と呼ばれるシリーズレギュラーのキャラクターを演じる交渉を行った。9月にウィル・ポールターがシリーズの主要キャラクターの1人の「Beldor」と報じられている役にキャスティングされた。この役柄はポールターのキャスティングされる以前はハリウッドの若手俳優にとって「最も切望されている仕事の一つ」であった。10月中旬にマックス・ボルドリーが「重要な役」に、同月末にジョゼフ・マウルがキャスティングされた。マウルはシリーズの主要な悪役である「Oren」を演じると報じられた。12月、エマ・ホーヴァスが別のレギュラーキャラクター役にキャスティングされ、一方でポールターはスケジュールの都合のために降板した。さらにモーフィッド・クラークが映画でケイト・ブランシェットが演じたガラドリエルの若年期役でキャスティングされた。
2020年1月初頭、ロバート・アラマヨがポールターに代わってシリーズの主役にキャスティングされた。その1週間後、アマゾンはシリーズのメインキャストとしてアラマヨ、オウェイン・アーサー、ナザニン・ボニアディ、トム・バッジ、クラーク、イスマエル・クルス・コルドバ、ホーヴァス、カヴェナー、マウル、タイロエ・ムハフィディン、ソフィア・ノムヴェテ、メーガン・リチャーズ、ディラン・スミス、チャーリー・ヴィッカース、ダニエル・ウェイマンの出演を公式発表した。アマゾンのテレビ部門の共同責任者であるヴァーノン・サンダースはまだ決まっていない重要な役があると指摘した。この重要な役の1つとして2019年10月に非公式にボルドリーがシリーズに参加し、契約が完了した2020年3月に彼に決定した。2020年12月、アマゾンはシリーズの主役新しいキャスト20人としてシンシア・アダイ＝ロビンソン、ボルドリー、新人のイアン・ブラックバーン、キップ・チャップマン、アンソニー・クラム、マクシーン・カンリフ、トリスタン・グラヴェル、レニー・ヘンリー、スーシータ・ジャヤスンデラ、ファビアン・マッカラン、サイモン・メレルズ、 ジェフ・モレル、ピーター・マラン、ロイド・オーウェン、オーガスタス・プリュー、ピーター・テイト、アレックス・タラント、レオン・ウェイダム。ベンジャミン・ウォーカー、サラ・ズワンゴバニが発表された。バックバーン、チャップマン、クラム、カンリフ、テイト、タラント、ウェイダムはいずれもニュージーランド人、その他はオーストラリア、スリランカ、イギリス、アメリカから集まっている。ペインとマッケイは今回のキャスティング・アップデートを「数年にわたる捜索の集大成」と表現した。
2021年3月、バッジは数話を撮影した後にシリーズから降板したことを発表した。バッジはアマゾンが最初の数話を見直した結果、彼のキャラクターを別の方向性に進めることにしたのだと説明した。

### 撮影
2020年2月上旬の撮影開始に先立って1月中旬にニュージーランドのキャストの読み合わせが始まった。製作はオークランドで始まり、主にクメウ・フィルム・スタジオとオークランド・フィルム・スタジオで行われた。2月7日、スタントのリハーサルをしていたスタントウーマンのエリッサ・カドウェルがクメウの水槽に落ちて頭を打って負傷した。アマゾンはこの事故の調査を開始したが、ニュージーランドの労働衛生・安全規制機関であるワークセーフに通知されたのは2月14日であった。それまでにカドウェルは病院で治療を受け、自宅で怪我を治した。ロケーション撮影は2月にオークランド周辺でも行われた。
シリーズの最初の2話分の撮影は5月まで続いた上で、その後4から5ヶ月の休止期間に入り、その間に最初の2話を映像を見返して第2シーズンの脚本執筆を始める計画であった。そして撮影は10月中旬に再開され、2021年6月下旬まで続く予定であった。しかしながらCOVID-19パンデミックにより2020年3月中旬にシリーズの撮影は無期限中断となり、約800人のキャストとスタッフは自宅待機を命じられた。5月上旬、COVID-19による中断前に最初の2話分の撮影の大部分が完了していたことが明らかとなった。この時点でニュージーランドの新たな安全ガイドラインに基づいての撮影再開が認められていたが、アマゾンは最初の2話分の撮影を完了する予定はなかった。代わりに当初意図していた撮影休止期間を前倒しし、第3話以降の撮影準備を終えた後に最初の2話分の撮影を完了させる計画となった。
シリーズはCOVID-19の影響で非ニュージーランド人の入国が禁じられていた際に、例外としてキャストとスタッフがニュージーランド入国を認められていた7つの映画・テレビ作品のうちの1つであった。この免除措置は6月18日までにフィル・トワイフォード経済開発大臣によって承認され、製作スタッフ93人とその家族20人に適用された。シリーズのスタッフの約10%が非ニュージーランド人であると考えられており、彼らの多くはパンデミックによる封鎖中に国に留まっていたために免除を必要としなかった。第3話以降のプリプロダクションは2020年7月までに開始され、撮影は9月28日に再開された。バヨナは12月23日までに自身の担当話を撮影を完了し、2週間のクリスマス休暇後の2021年1月中に第3話以降の撮影が開始される計画となった。3月までにイップは自身の担当話の撮影が始まったことを明かし、また5月に監督就任が発表されたブランドストームは製作のためにニュージーランドに滞在していた。
2022年10月3日、英ロンドンのブレイ・スタジオで「ロード・オブ・ザ・リング：力の指輪」シーズン2の撮影が開始された。コスト削減のため、ロケ地はイギリスに変更された。

## マーケティング
アマゾンは中つ国の第二紀の地図と小説『指輪物語』からの抜粋を使ってソーシャルメディア上でのシリーズの宣伝を開始した。地図はイラストレーターのジョン・ハウがデザイン・作成し、トールキン学者のトム・シッピーによってトールキン作品に忠実であることを確認するために監修した。ハウとシッピーはトールキンの中つ国の第二紀のヌーメノールの地図と第三紀の地図を基にして多くの時間をかけて地図を作成した。彼らの努力にもかかわらず、ハーパーコリンズは地図がオンライン上で公開された直後に地図にあった2つの間違いについてファンから苦情を受けた。

## 公開
シリーズはストリーミング・サービスのPrime Videoによりアメリカ時間2022年9月1日に全世界で配信開始された。日本においては、Amazon Prime Video公式ツイッター（8月18日付け）にて、日本時間で【第1話&第2話】9月2日（金）：午前10時一挙配信開始、【第3話〜第8話】毎週金曜日午後1時配信開始、となることが発表された。なお、1月から8月にかけて計6種類の予告編（最新版は8月23日公開）が、Prime VideoおよびYouTube同チャンネルにて順次配信された。また、シーズン1最終回（第8話）配信開始前日（10月13日）に、YouTube公式チャンネルにて最終回の予告編が公開された。

## 評判

### 視聴者数
Amazonは、全世界で最初の2話公開から24時間以内の視聴者数が2500万人を超え、Amazon Prime Video 史上最大となったと発表した。

### 有色人種のキャスティングへの反応
映画『ホビット』や『ロード・オブ・ザ・リング』のキャスティングと異なり、エルフやドワーフなどの種族に有色人種の俳優が起用されていること、および女性登場人物の役割が大きいことの2点「人種と性」に対して、原作と異なるとして大規模な批判行動が見られた。種々の評価サイトにおいて低評価を大量に書きこむ行動（レビュー爆撃）も見られた。このうち「人種」に関しては様々な反論が行われ、映画『ロード・オブ・ザ・リング』シリーズでホビットを演じたイライジャ・ウッド、ドミニク・モナハン、ビリー・ボイド、ショーン・アスティンが多様性に富むキャスティングへの支持をSNSで表明した。
一方で、原作でのドワーフ女性は男性と見分けがつかないという記述に反し、本シリーズに登場するドワーフ女性たちは男性と明らかに異なる外見であり髭もないが、これに対する批判は、「人種と性」に対するものと比べて目立っていない。